# 府際關係
府際關係（英語：Intergovernmental Relations, IGR），也称“国内政府间关系”，一般指普遍存在于各级政府之间或者政府内部单位之间的各种互动关系，包括不同政府间的横向和纵向的制度关系、权力关系、利益关系等。起源于1930年代的美国，本质上为对传统中央、地方关系的扬弃，体现现代政府间相对独立平等的合作关系。現在的重點在於研究「中央政府以及地方政府之間的關係」，所以也有人稱做Central-local Government Relations。
府際關係依其運作的模式，可劃分成兩大種類：垂直互動關係以及水平互動關係。
所謂國家機關或著稱為公共部門，是由許多的機構、組織以及公務員所構成，其彼此之間的互動往來，便通稱府際關係。

## 歷史

### 美國
府際關係一詞最早出現於1935年的《美國社會百科全書》之中，由威廉·安德森提出，将府際關係界定成：美國聯邦制度中所有類型和有層次的政府單位所出現的大量活動或著相互作用。
其目的在於論述1930年經濟大恐慌，聯邦政府官員面對經濟蕭條的壓力，如何用不同於以往的聯邦體制模式運作，以及因而發展出來的政策互動關係，當時羅斯福政府極力主張“新政”（The New Deal），為了避免各州懷疑政府破壞聯邦憲法分權制衡的架構，進而提出自由、進步和主動的政策實務運作觀念，這意味中央政府和地方政府揚棄以往分權，各自獨立為政的態度，轉而採取主動積極並且密切合作之精神，共同建立全新的服務供給以及輸送系統管道，以便於推動新政的各項措施、扭轉時局不利的新型互動。
1940年，W. Brook Graves在年鑑（The Annals）的紀念專輯中，特別以“美國的府際關係”為主題，刊載了25篇有關國家與州，國家與地方，州與州，地方與地方等相關文章。
1953年，美國國會成府際關係委員會，1959年成立“府際關係諮詢委員會”（Advisory Committee on Intergovernmental Relations, ACIR），自此以後廣泛的應用到政府以及學術研究單位。
1960年，威廉·安德森在其著作《府际关系评论》（Intergivermental Relations in Review）一书中，對府際關係下了較為周延的定義：美國聯邦政府系統內各類型與各層級政府間的一種重要活動與互動作為。
總之，美國經濟大恐慌所引發的許多社會問題，並非單一地方政府所可以獨立有效解決，所以聯邦政府透過財政補助、專業指導、法令規範等各種政策工具，實質介入各項公共議題的處理，故而引起府際關係的觀念與研究。
二次世界大戰之後，福利國家理念的興盛，聯邦政府更經常透過不同的府際關係運作模式，來影響甚至主導各項政策領域的規劃與執行。

### 英國
二戰後，中央和地方的府際互動關係從協商諮詢以及治理、合夥、合併、干預、報復，最後走向變革。
1979年，柴契爾夫人推動改革，其“柴契爾主義”为後世所推崇，很明顯的就是一種採用干預的方法。
1997年，英國工黨執政，時任首相的布萊爾採取“第三條路”——中央與地方共同合作建立現代化的英國。

### 中華民國
國民政府遷台初期，以「台灣省各縣市實施地方自治綱要」維持府際關係，1994年（民國83年）省縣自治法以“自治監督”一章說明中央以及地方的權現畫定。
1999年（民國88年），地方制度通過，並改列於「中央與地方即地方間之關係」規範。

## 廣域行政
即「水平性互動關係」，同層級中複數地方政府或地方自治團體間的府際間，彼此業務往來的合作關係。
其含括以下兩個概念：

### 廣域問題
例如河川流域整治、水資源利用、都會生活圈的城相互動、產業發展的經濟規模等，均為複數地方政府的管轄範圍。
目前，處理廣域行政的相關問題，可以歸出五種運作模式：
1. 行政區域合作。
2. 上級政府執行。
3. 中心都市負責。
4. 各方共同處理。
5. 組織聯盟機構。

互動關係有垂直以及水平之分，影響力相互有別，方式有正式（法定）以及非正式的不同，惟其結果均對公共事務推行會產生不同的影響。

### 府際行政
問題必須透過不同政府之間的互動合作，才能解決。

## 中央與地方政府關係
即「垂直互動關係」( 英文：Central-local Government Relations )，主要敘述單一制國家以中央政府以及地方政府關係，論述各級政府之間的運作架構；換言之，中央與地方關係描述垂直性的政府層級節制的關係，單一制國家具有中央集權的歷史背景，特別強調如何有效對地方政府行政控制或自治監督，其運作較聯邦制的國家更具有主導性。

## 聯邦主義
聯邦主義，是指聯邦制國家用以論述中央以及地方之間的互動模式，深言之，即聯邦政府以及各邦之間憲政權限如何劃分的一套制度運作架構。
聯邦主義與府際關係主要有以下的區別：
- 聯邦主義：靜態研究，強調憲政規範的法定權限分際。以保障州憲法定權限的完整性以及自主性。
- 府際關係：偏向動態的政策觀點。突破法令限制，聯邦可以透過財政補助實質介入政策的運作，進而擴大聯邦主義所無法涵蓋之各級政府間的運作模式以及互動關係。

## 府際管理
府際關係從1930年代提出之後，在1970年代轉而稱為府際管理，其特別注重政策執行面的問題解決取向，期待透過非層級節制的網路行政，以協商談判以及化解衝突來達成特定的政策目的。
其大致具有以下特質：
1. 問題焦點與行動導向。
2. 體制變遷與工具導向。
3. 發展網路與溝通導向。